# レモンザメ
レモンザメ（檸檬鮫、Negaprion acutidens ）はメジロザメ科に属するサメの一種。インド太平洋の熱帯域、深度92mまでの沿岸に広く分布する。大西洋のニシレモンザメと近縁で、同様に太い体・幅広い頭部・一様な黄色い体色を持つが、本種は鰭が強い鎌型であることで区別できる。最大で3.1m。
動きは遅く、主に硬骨魚を食べる。長距離を移動することは少ない。胎生で、2年毎に13匹以下の仔を産む。臆病だが、人への攻撃例も報告されている。繁殖力と移動力が低いため漁業によって個体数が減少しており、IUCNは保全状況を絶滅危惧としている。

## 分類
ドイツの博物学者エドゥアルト・リュッペルによって、1837年の Fische des Rothen Meeres（"紅海の魚"）においてCarcharias acutidens の名で記載された。1940年、オーストラリアの魚類学者Gilbert Percy Whitleyは新属Negaprion を創設して本種を移した。タイプ標本は1960年に指定され、ジッダ沖の紅海で捕獲された68cmの個体である。種小名acutidens はラテン語のacutus（鋭い）、dens（歯）に由来する。他の英名としてbroadfin shark・Indian lemon shark・Indo-Pacific lemon shark、または単にlemon sharkと呼ばれる。
日本では1981年、吉野らにより生息が確認され、レモンザメの和名が与えられた。沖縄地方ではよく見られるサメであることから、マーブカー（真鱶、普通のサメといった意味）と呼ばれる。
マイクロサテライトDNAからは、本種はニシレモンザメと100-140万年前に分岐したことが示された。テチス海が閉じたことによって、レモンザメ属はインド洋と大西洋の集団に分かれ、別種となったと考えられる。祖先的なレモンザメ属として、米国とパキスタンからNegaprion eurybathrodon の歯が発見されている。レモンザメ属自体は形態や分子系統解析によって、ネムリブカやトガリメザメ属とともに、イタチザメ・ヒラガシラ属・トガリアンコウザメ属などの基底的な属よりもメジロザメ属に近い位置に置かれている。

## 分布

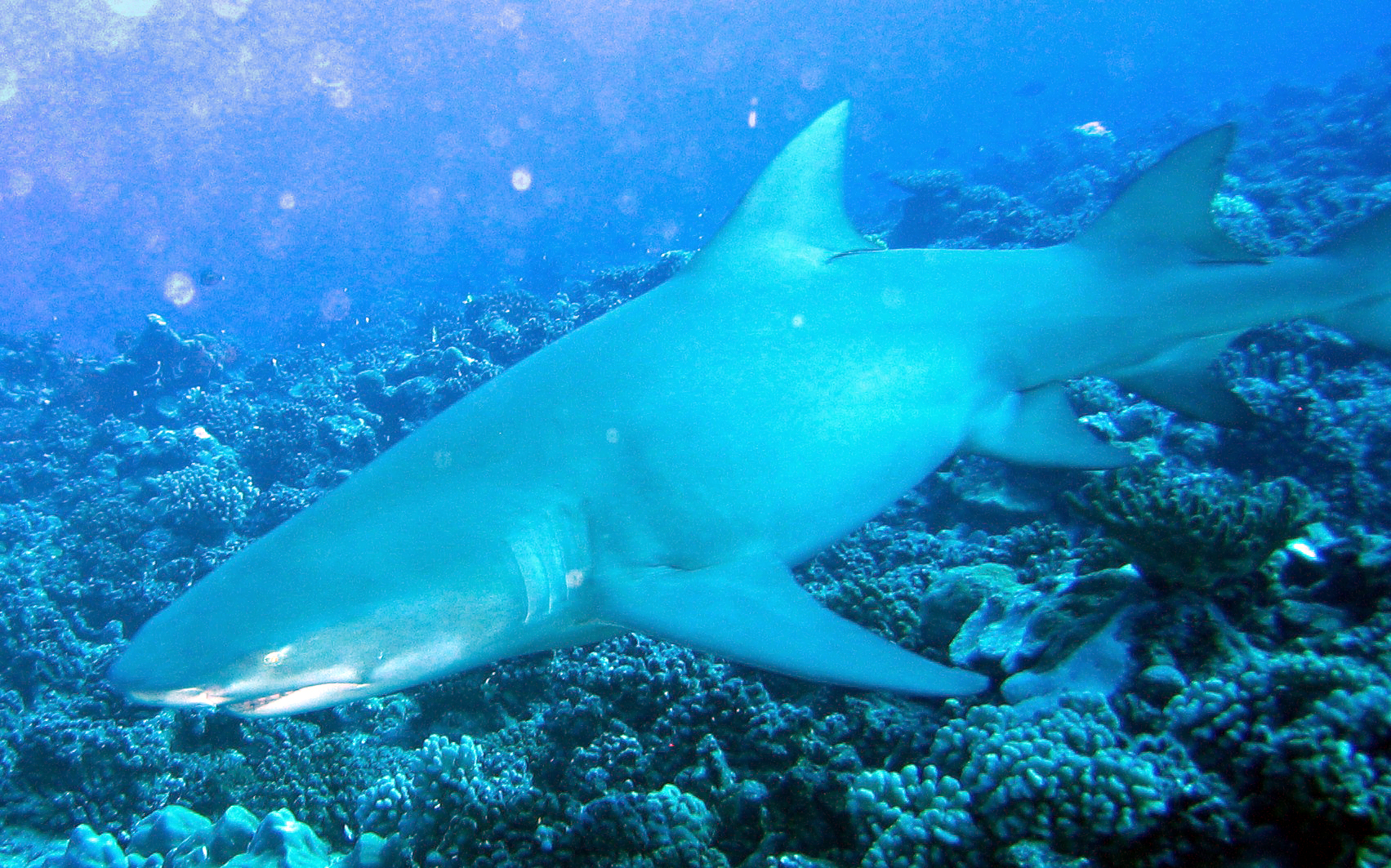
サンゴ礁は生息環境の一つである。

インド太平洋の広範囲で見られる。インド洋では南アフリカから紅海・モーリシャス・セーシェル・マダガスカル・インド亜大陸に沿って東南アジアまで。太平洋では台湾・フィリピンからニューギニア島・オーストラリア北部と太平洋諸島（ニューカレドニア・パラオ・マーシャル諸島・ソロモン諸島・フィジー・バヌアツ・フランス領ポリネシア）に分布する。本種は島伝いに太平洋中部へ広がっていったようではあるが、オーストラリア東部を中心とする個体群とフランス領ポリネシアを中心とする個体群は最低でも750km離れており、これらの間には顕著な遺伝的差異が存在することが分かっている。このため、長距離を移動することは非常に稀だと考えられる。日本では八重山諸島以南、西表島や石垣島などで見られる。
大陸棚や島棚の沿岸域に生息し、潮間帯から深度92mまで見られる。静水や濁った水を好み、湾内・河口・礁湖、または礁外縁の砂地などでよく見られる。時折外洋に出る個体もおり、1971年にはマッコウクジラの死骸の近くを泳ぐ個体が撮影されている。幼体はマングローブ周辺の礁原でよく見られ、水深が浅いため背鰭を水中から突き出していることがある。成育場として知られるシャーク湾のHerald Bightでは、幼体は3mより浅いマングローブや開けた水域ではよく見られるが、海草の Posidonia australis に覆われた場所では見られなかった。

## 形態

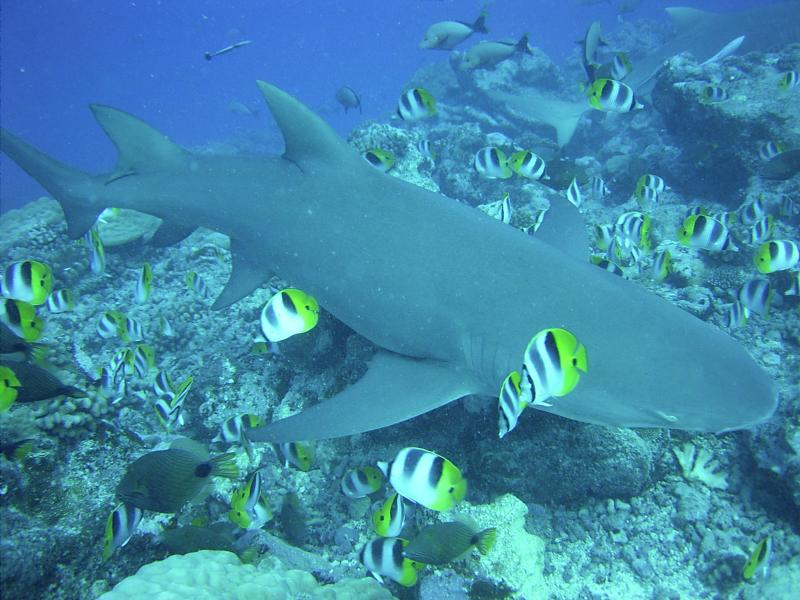
鎌型の鰭が特徴である。

体は太く頑丈で、頭部は短く幅広い。吻は丸く楔型。鼻孔は小さく、三角形の前鼻弁を持つ。眼は小さく、噴水孔はない。口角には短い唇褶がある。片側の歯列は両顎ともに13–16（通常14）。顎中央には微小な正中歯列がある。上顎歯は大きな尖頭と幅広い基部を持ち、両側に凹みがある。口角に向かうほど歯は傾く。下顎歯は上顎歯に似るが、より細く傾きが小さい。1.4mを超えた個体は、歯に細かい鋸歯を持つ。
鰭（特に背鰭・胸鰭・腹鰭）は、ニシレモンザメと比べより強い鎌型をしている。第一背鰭は胸鰭より腹鰭に近い。第二背鰭は第一とほぼ同じ大きさで、臀鰭の少し前方に位置する。胸鰭は長くて幅広く、第3と第4鰓裂の間から起始する。臀鰭後縁には強い切れ込みがある。尾鰭基部の凹窩は前後方向を向く。皮歯は大きくて重なり合い、各皮歯には3-5本の水平隆起がある。背面は一様な黄褐色で、腹面は淡色。鰭はより黄色味が強い。最大で3.1mに達する。。

## 生態

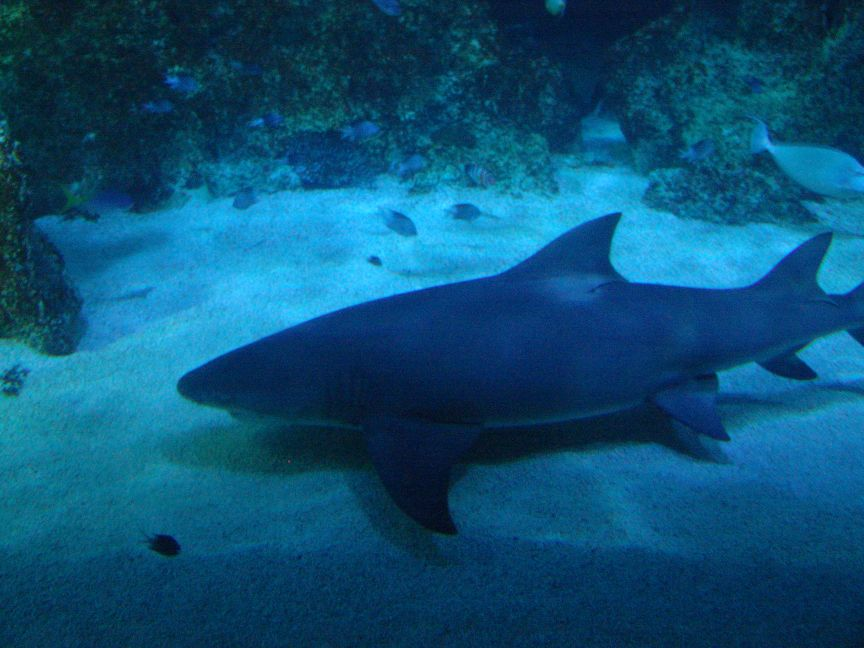
通常は海底近くを泳ぐ。

不活発な種で、海底直上をゆっくりと泳いでいるか、海底に横たわっていることが多い。本種は通常のメジロザメ類と異なり、泳がなくても鰓に水を送り込むことができる。稀に、餌を追って海面近くまで浮上することはある。長距離を移動することは少なく、アルダブラ環礁での標識調査では、90%以上の個体が、最初の捕獲地から2km以内で再捕獲された。また、フランス領ポリネシアのモーレア島では、年間を通じて島の周りで過ごす個体もいるが、移動性で稀に島を訪れるだけの個体もいることが分かっている。
餌の90%以上は底生や沿岸性の硬骨魚で、ニシン科・ボラ・サバ・トウゴロウイワシ科・ダツ科・キス・タイ科・ハマギギ科・モンガラカワハギ科・ブダイ科・ハリセンボン科などが含まれる。稀に頭足類や甲殻類、大型個体ではアカエイ科やサカタザメ科を食べることも知られる。本種は大型のサメに捕食される。寄生虫として、条虫のParaorygmatobothrium arnoldi ・Pseudogrillotia spratti ・Phoreiobothrium perilocrocodilus ・Platybothrium jondoeorum が知られている。また、海底に寝そべってホンソメワケベラの掃除行動を促すことが記録されている。口を開けたまま150秒に渡って呼吸を止め、ベラが口内や鰓に近づけるようにする行動も見られた
他のメジロザメ類同様に胎生で、成長した胚は卵黄嚢を胎盤に転換する。胎盤は妊娠4ヶ月、まだ外鰓の痕跡が残る内に形成される。雌は2年毎に浅瀬の成育場で出産する。妊娠期間は10-11ヶ月、産仔数は1-13（通常6-12）。ニシレモンザメと異なり、産まれた海域に戻る懐郷性を示さない。出産はマダガスカルとアルダブラでは10-11月、フランス領ポリネシアでは1月。妊娠していない雌は、これと同時期に排卵・交尾を行う。出生時は45-80cm。成長は遅く、12.5-15.5cm/年程度である。雌雄ともに2.2-2.4mで性成熟する。

## 人との関わり

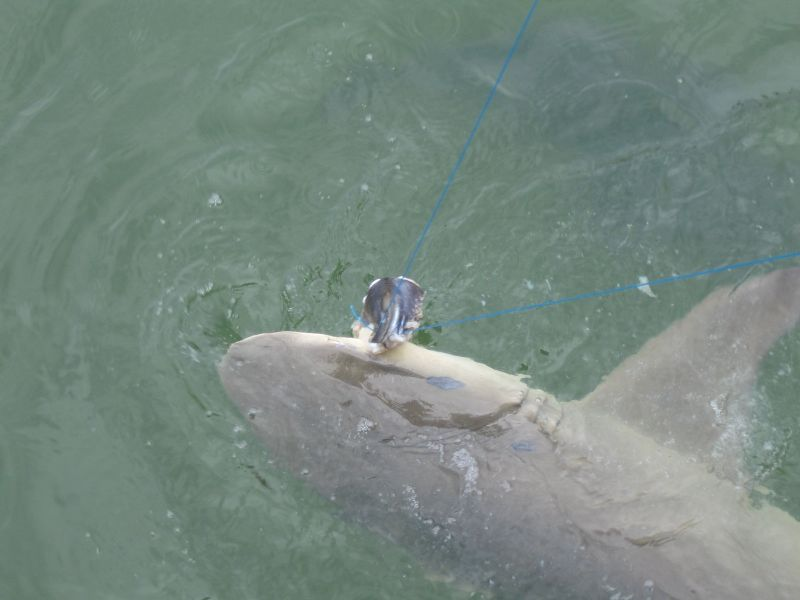
乱獲により個体数は減少している。

数例の非挑発的な攻撃が報告されている。大きさと歯の形状から潜在的に危険だと考えられており、人が接触や攻撃などによって挑発した場合は、素早く激しい反応を示すことが知られている。一度敵対するとしつこく付きまとい、ある例ではダイバーをサンゴの頂点に追い詰めて、数時間にわたってその周りを泳ぎ回った。だが、ダイバーによる観察からは、餌の存在下であっても、通常は臆病で接近を嫌うことが報告されている。ダイバーの視界に入る前に泳ぎ去ることもよくある。また、若い個体は成体より攻撃的であるという報告がある。モーレア島では、餌付けによるエコツーリズムの対象となっている。
飼育は容易で、水族館でも飼育される。沖縄美ら海水族館では2008年7月7日、日本国内で初めてレモンザメの水槽内での出産に成功し、繁殖賞を受賞している。
IUCNは全体としての保全状況を危急としている。刺し網や延縄で漁獲され、肉は生や干物、塩漬けで販売される。フカヒレや肝油も利用される。繁殖力と移動力が低いため、地域的な乱獲に非常に弱い。東南アジアでは無規制漁業の拡大によって希少となってきており、地域的に絶滅危惧と評価されている。この地域では水質汚染や爆発漁法、マングローブの伐採による生息地破壊も深刻である。インドやタイ王国の一部では既に絶滅していると見られ、かつては個体数の多かったインドネシアの市場でも見られなくなっている。オーストラリアでは混獲によって少数が漁獲されるのみであり、保全状況は軽度懸念とされている。
日本では八重山諸島など一部の熱帯海域でしか見られず、水産上重要ではない。沖縄では獲物カゴの後を追って泳ぐため、特に潜水漁師からは嫌われている。